# Saint-Mard-lès-Rouffy
Saint-Mard-lès-Rouffy ist eine französische Gemeinde mit 152 Einwohnern (Stand: 1. Januar 2022) im Département Marne in der Region Grand Est (vor 2016 Champagne-Ardenne). Sie gehört zum Arrondissement Épernay (bis 2017 Arrondissement Châlons-en-Champagne) und zum Kanton Vertus-Plaine Champenoise.

## Lage
Saint-Mard-lès-Rouffy liegt etwa 36 Kilometer südsüdöstlich von Reims am Fluss Somme-Soude und seinem Zufluss Berle. Umgeben wird Saint-Mard-lès-Rouffy von den Nachbargemeinden Les Istres-et-Bury im Norden, Pocancy im Norden, Süden und Osten, Vouzy im Süden, Rouffy im Westen sowie Flavigny im Nordwesten.

## Bevölkerungsentwicklung
| Jahr                       | 1962 | 1968 | 1975 | 1982 | 1990 | 1999 | 2006 | 2011 | 2018 |
| -------------------------- | ---- | ---- | ---- | ---- | ---- | ---- | ---- | ---- | ---- |
| Einwohner                  | 92   | 98   | 91   | 95   | 86   | 91   | 149  | 167  | 162  |
| Quellen: Cassini und INSEE |      |      |      |      |      |      |      |      |      |

## Sehenswürdigkeiten
- Kirche Saint-Médard aus dem 12. Jahrhundert

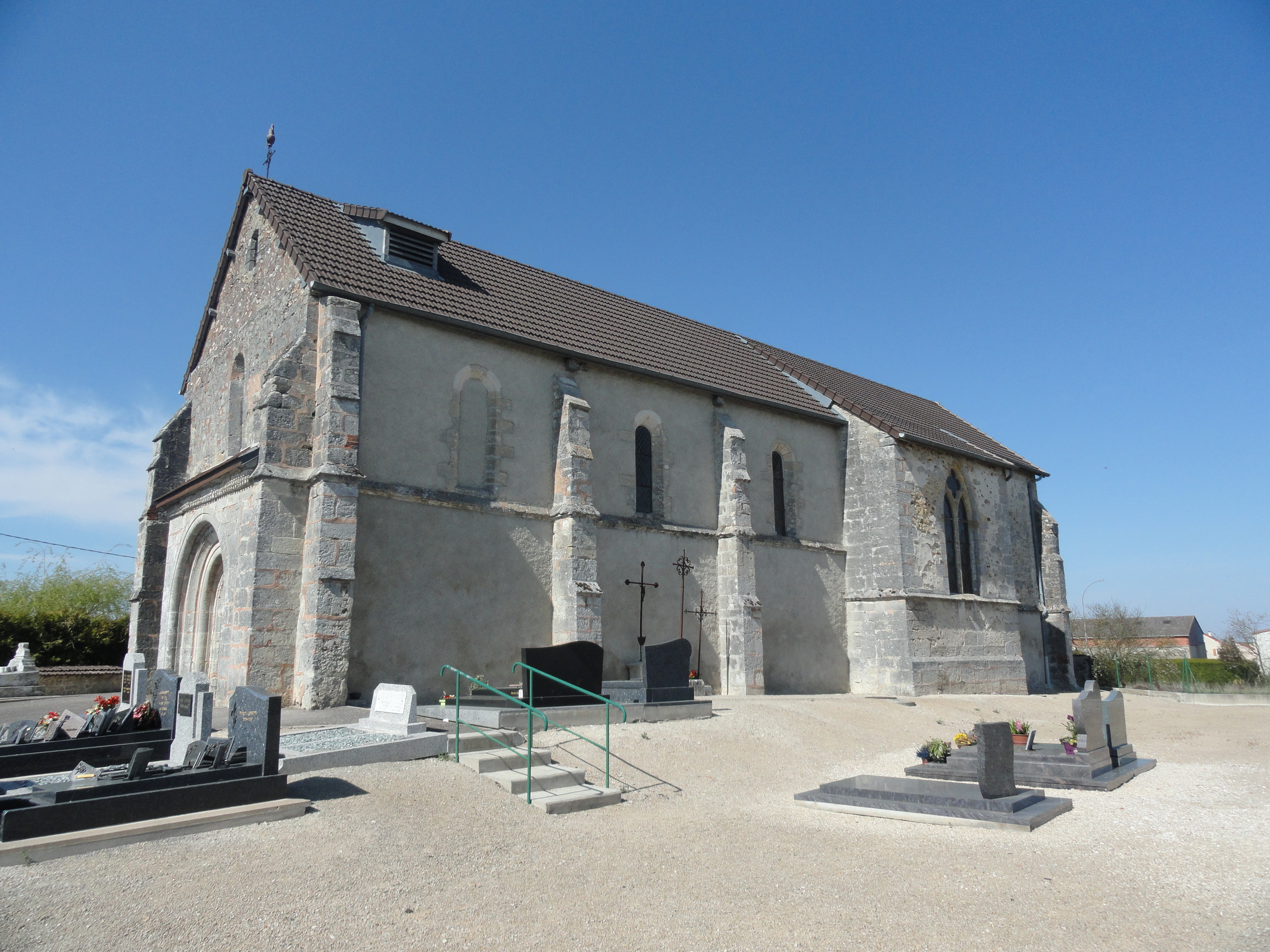
Kirche Saint-Médard